# Horovitz Fülöp
Horovitz Fülöp (Boldogkőváralja, 1815. január 20. – Budapest, 1886. november 22.) magyar könyvkereskedő.

## Élete
Szülőhelyén járt elemi iskolába, a gimnáziumot Pesten és Pozsonyban végezte. Pesten tanár volt egy magán nevelőintézetben, és közben 1845-ig öt évet hallgatott az egyetem orvostudományi karán. A Magyar Nemzeti Múzeum Könyvtárának hivatalos becsüse volt. 1849-1851 között kórházi orvos. 
Igazából a könyvek érdekelték és számos íróval került ismeretségbe. 1847-ben antikváriumot akart nyitni, amiben többek között Bajza József, Erdélyi János, Fejér György és Toldy Ferenc támogatta. 1848 után a Fischer-alapította könyvkereskedés vezetője lett, 1852-ben megvette az üzletet, és azt fejlesztette. Megbecsülést vívott ki magának szakértelmével, a régi irodalom forrásainak ismeretével. Könyvraktárát 1884-ben eladták. A Magyar Tudományos Akadémia Könyvtárában dolgozott.